# جيلبرتو سيموني
جيلبرتو سيموني (بالإيطالية: Gilberto Simoni)‏ مواليد 25 أغسطس 1971 في إيطاليا، هو دراج إيطالي سابق.

## سباقات أو مراحل فاز بها
- طواف فرنسا
- طواف إسبانيا
- طواف سويسرا
- طواف إيطاليا

## روابط خارجية
- جيلبرتو سيموني على موقع الاتحاد الدولي للدراجات (الإنجليزية)
- جيلبرتو سيموني على موقع أرشيف الدراجات (الإنجليزية)
- جيلبرتو سيموني على موقع إحصائيات الدراجات الإحترافية (الإنجليزية)
- جيلبرتو سيموني على موقع نسبة الدراجات (الإنجليزية)
- جيلبرتو سيموني على موقع CycleBase (الإنجليزية)